# Trioceros
Trioceros (лат.) — род ящериц из семейства хамелеонов. Включает 41 вид. Впервые был выделен в 1839 году как подрод рода настоящие хамелеоны. В 2009 году учёными Колином Тилбери и Кристаллом Толли был выделен в отдельный род.

## Внешний вид и строение
Общая длина достигает 40 см. Окраска яркая, но не такая яркая, как у настоящих хамелеонов. Особенностью этого рода является наличие у самцов рогов. Их количество колеблется в зависимости от вида.

## Образ жизни и питание
Обитают в дождевых лесах. Питаются насекомыми и другими беспозвоночными.

## Размножение
Большинство хамелеонов рода Trioceros яйцекладущие, но встречаются и яйцеживородящие виды.

## Распространение
Эндемики Африки.

## Виды
По состоянию на 2012 год род Trioceros включал 41 вид:
- Trioceros affinis (RÜPPEL, 1845)
- Trioceros balebicornutus (TILBURY, 1998)
- Двухполосый хамелеон[2] (Trioceros bitaeniatus) (Fischer, 1884)
- Trioceros camerunensis (MÜLLER, 1909)
- Trioceros chapini (DE WITTE, 1964)
- Trioceros conirostratus (TILBURY, 1998)
- Гребешковый хамелеон[3] (Trioceros cristatus) (STUTCHBURY, 1837)
- Trioceros deremensis (MATSCHIE, 1892)
- Trioceros eisentrauti (MERTENS, 1968)
- Trioceros ellioti (GÜNTHER, 1895)
- Trioceros feae (BOULENGER, 1906)
- Trioceros fuelleborni (TORNIER, 1900)
- Trioceros goetzei (TORNIER, 1899)
- Trioceros hanangensis KRAUSE & BÖHME, 2010
- Trioceros harennae (LARGEN, 1995)
- Хамелеон Хогнела[4] (Trioceros hoehnelii) (STEINDACHNER, 1891)
- Trioceros incornutus (LOVERIDGE, 1932)
- Trioceros ituriensis (SCHMIDT, 1919)
- Хамелеон Джексона (Trioceros jacksonii) (BOULENGER, 1896)
- Trioceros johnstoni (BOULENGER, 1901)
- Trioceros kinangopensis STIPALA, LUTZMANN, MALONZA, WILKINSON, GODLEY, NYAMACHE & EVANS, 2012
- Trioceros kinetensis (SCHMIDT, 1943)
- Trioceros laterispinis (LOVERIDGE, 1932)
- Trioceros marsabitensis (TILBURY, 1991)
- Хамелеон Меллера[5] (Trioceros melleri) (GRAY, 1865)
- Trioceros montium (BUCHHOLZ, 1874)
- Trioceros narraioca (NECAS, MODRY & SLAPETA, 2003)
- Trioceros ntunte (NECAS, MODRY & SLAPETA, 2005)
- Trioceros nyirit STIPALA, LUTZMÁNN, MALONZA, BORGHESIO, WILKINSON, GODLEY & EVANS, 2011
- Trioceros oweni (GRAY, 1831)
- Trioceros perreti (KLAVER & BÖHME, 1992)
- Trioceros pfefferi (TORNIER, 1900)
- Trioceros quadricornis (TORNIER, 1899)
- Trioceros rudis (BOULENGER, 1906)
- Trioceros schoutedeni (LAURENT, 1952)
- Trioceros schubotzi (STERNFELD, 1912)
- Trioceros serratus (MERTENS, 1922)
- Trioceros sternfeldi (RAND, 1963)
- Trioceros tempeli (TORNIER, 1899)
- Trioceros werneri (TORNIER, 1899)
- Trioceros wiedersheimi (NIEDEN, 1910)